# Adjela
Adjela (ou Adjela I) est une localité du Cameroun située dans la région de l'Est et le département du Haut-Nyong. Elle fait partie de l'arrondissement (commune) de Lomié.

## Population
En 1964-1965, on y a dénombré 276 habitants, principalement des Djem, également 98 pygmées Baka. À cette date le village disposait d'une école protestante à cycle complet, d'une mission protestante et d'une mission adventiste.
Lors du recensement de 2005, la localité comptait 457 habitants.

## Économie
L'activité principale du village demeure l'agriculture : l'agriculture vivrière (destinée à l'autoconsommation des villageois) et l'agriculture de rente (destinée à la vente) y sont pratiquées. 